# Abrocomophaga chilensis
Abrocomophaga chilensis  (лат.) — вид бескрылых насекомых семейства Gyropidae из отряда пухоедов и вшей. Постоянные паразиты млекопитающих. Южная Америка. Эндемик Чили.

## Описание
Мелкие вши, длина самцов 0,94—0,98 мм (самки: 1,08—1,14 мм). Усики 4-члениковые. Нижнегубные щупики 2-члениковые. Голова треугольной формы. Проторакс шире своей длины, с парой дыхалец. Мезонотум и метанотум не слиты вместе. Ноги почти одинаковой длины с одним немодифицированным коготком. Брюшко длинное и узкое. 3-7-й абдоминальные сегменты с парой дыхалец (всего 5 пар брюшных дыхалец); на 8-м сегменте дыхальца отсутствуют. Гениталии самцов симметричные. 
Паразитируют на шиншилловой крысе Беннетта (Abrocoma bennetti, Abrocomidae). Был впервые описан в 1976 году американскими энтомологами К. Эмерсоном (Emerson K.C.; Арлингтон, Вирджиния) и Роджером Прайсом (Price Roger D.; St. Paul, Миннесота, США) и выделен в отдельное семейство Abrocomophagidae. Название виду Abrocomophaga chilensis дано по имени страны, где была найдена типовая серия. В настоящее время (вместе с видами Abrocomophaga emmonsae и Abrocomophaga hellenthali Price & Timm, 2000) включён в семейство Gyropidae подотряда Amblycera.